# Escopoletina
La escopoletina es una cumarina que se encuentra en la raíz de las plantas del género Scopolia, como Scopolia carniolica o Scopolia japonica , en Cichorium intybus, en Artemisia scoparia, en ejemplares del género Passiflora, y Brunfelsia, en Viburnum prunifolium, Kleinhovia hospita y Nicotiana glauca. También se puede encontrar en algunos whiskies o en el té de diente de león. Es biosintetizada por la vía del ácido shikímico, por la ruta de los fenilpropanoides, siendo el precursor el ácido 4-cumárico. La biosíntesis de la escopoletina está relacionada con la de la umbeliferona y la esculetina

## Glucósidos

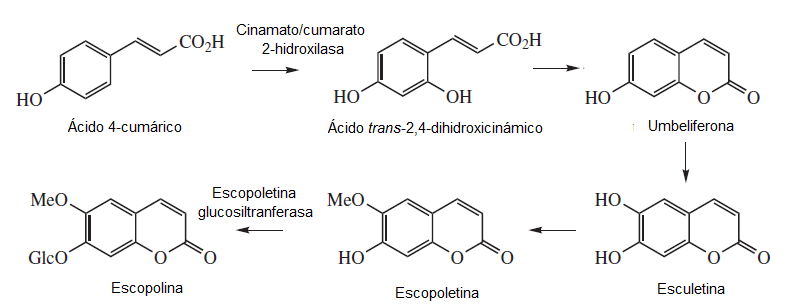
Biosíntesis de escopoletina y escopolina

La escopolina es un glucósido de la escopoletina formada por la acción de la enzima escopoletina glucosiltransferasa.

## Beneficios potenciales a la salud

### Presión sanguínea
Parece ser que la escopoletina regula la presión sanguínea. Cuando esta es elevada, la escopoletina ayuda a disminuirla, y cuando es baja, ayuda a elevarla.

### Bacteriostasis
La escopoletina ha mostrado actividad bacteriostática contra varias especies de bacterias, incluyendo Escherichia coli, Staphylococcus aureus, Streptococcus sp., Klebsiella pneumoniae y Pseudomonas aeruginosa.

### Actividad antiinflamatoria
La escopoletina ha mostrado actividad antiinflamatoria y puede ser utilizada para tratar enfermedades bronquiales y asma.

### Otros efectos
La escopoletina regula la hormona serotonina, la cual ayuda a reducir ansiedad y depresión